# Брекенридж (Колорадо)
Брекенридж (англ. Breckenridge) — маленький город в штате Колорадо (США).
Брекенридж — столица округа Саммит. Согласно переписи 2010 г. постоянное население городка составляет 4540 человек; в городке проживает также значительное количество отдыхающих, в том числе проживающих в собственных домах (т. н. holiday cottage).
Основан в 1859 году, во время Колорадской золотой лихорадки (англ. Colorado Gold Rush). Первоначальное население городка — старатели. Название дано в честь Джона Брекинриджа, вице-президента США.
Всего за XIX—XX века в районе Брекенриджа было добыто более 31 тонны золота. В настоящее время шахты не работают, часть из них открыта для посещения туристами.
Климат — альпийский, городок расположен на высоте 2900 метров над уровнем моря.
Здесь расположен один из наиболее посещаемых в США в последние годы горнолыжных курортов — Breckenridge Ski Resort. Курорт расположен на пяти пиках хребта Tenmile Range — части Скалистых гор. Горнолыжный сезон длится с ноября по апрель. Всего имеется 32 подъемника, 155 трасс общей на высотах от 2926 м до 3962 м, самая длинная трасса — 5.6 км. Курорт основан в 1961 году и является основой экономического процветания города.